# Kamskije Polany
Kamskije Polany – osiedle typu miejskiego w Rosji, w Tatarstanie. W 2010 roku liczyło 15 795 mieszkańców.